# Bácsandrásszállás
Bácsandrásszállás (szerbül: Bački Sokolac, Бачки Соколац) falu Szerbiában, a Vajdaságban, a Észak-bácskai körzetben, Topolya községben.

## Demográfiai változások
| 1948 | 1953 | 1961 | 1971 | 1981 | 1991 | 2002 |
| ---- | ---- | ---- | ---- | ---- | ---- | ---- |
| 685  | 651  | 648  | 594  | 523  | 497  | 609  |